# Rușețu
Rușețu – wieś w Rumunii, w okręgu Buzău, w gminie Rușețu. W 2011 roku liczyła 3487 mieszkańców. 